# Fujimoto Jungo
Fujimoto Jungo (sinh ngày 24 tháng 3 năm 1984) là một cầu thủ bóng đá người Nhật Bản.

## Đội tuyển bóng đá quốc gia Nhật Bản
Fujimoto Jungo thi đấu cho đội tuyển bóng đá quốc gia Nhật Bản từ năm 2007 đến 2012.

## Thống kê sự nghiệp
| Đội tuyển bóng đá Nhật Bản | Đội tuyển bóng đá Nhật Bản | Đội tuyển bóng đá Nhật Bản |
| Năm                        | Trận                       | Bàn                        |
| -------------------------- | -------------------------- | -------------------------- |
| 2007                       | 4                          | 0                          |
| 2008                       | 0                          | 0                          |
| 2009                       | 0                          | 0                          |
| 2010                       | 2                          | 0                          |
| 2011                       | 4                          | 0                          |
| 2012                       | 3                          | 1                          |
| Tổng cộng                  | 13                         | 1                          |